# Stora Råviktjärnen
Stora Råviktjärnen är en sjö i Bodens kommun i Norrbotten och ingår i Luleälvens huvudavrinningsområde. Sjön har en area på 0,0972 kvadratkilometer och ligger 213 meter över havet.

## Delavrinningsområde
Stora Råviktjärnen ingår i det delavrinningsområde (736421-173749) som SMHI kallar för Mynnar i Flarkån. Medelhöjden är 209 meter över havet och ytan är 19,75 kvadratkilometer. Det finns inga avrinningsområden uppströms utan avrinningsområdet är högsta punkten. Krokträskbäcken som avvattnar avrinningsområdet har biflödesordning 3, vilket innebär att vattnet flödar genom totalt 3 vattendrag innan det når havet efter 119 kilometer. Avrinningsområdet består mestadels av skog (75 procent) och sankmarker (18 procent). Avrinningsområdet har 1,14 kvadratkilometer vattenytor vilket ger det en sjöprocent på 5,8 procent.